# Butler (hrabstwo Waukesha)
Butler – wieś w Stanach Zjednoczonych, w stanie Wisconsin, w hrabstwie Waukesha.